# No Regrets (Tom Rush)
"No Regrets" is een nummer van de Amerikaanse singer-songwriter Tom Rush. Het nummer verscheen als de laatste track op zijn album The Circle Game uit 1968. In 1975 namen The Walker Brothers een cover op van het nummer, dat zij uitbrachten op hun gelijknamige album. Op 14 november van dat jaar werd hun versie uitgebracht als de enige single van het album.

## Achtergrond
"No Regrets" is geschreven door Tom Rush en geproduceerd door Arthur Gorson. Hij nam het oorspronkelijk in 1968 op voor zijn album The Circle Game, waarop het verscheen als de tiende en laatste track. In 1974 nam hij het opnieuw op in een meer orkestrale versie met Carly Simon als achtergrondzangeres. Deze versie, die ook een elektrische gitaarsolo kent, bracht hij uit op zijn album Ladies Love Outlaws.
In 1975 werd "No Regrets" opgenomen door de Amerikaanse band The Walker Brothers, die het ook op single uitbrachten. Het was hun comebacksingle; de band ging uit elkaar na de uitgave van "Walking in the Rain" uit 1967. Ook werd het nummer gebruikt als titelnummer van hun comebackalbum. De singleversie van het nummer verschilt ietwat van de albumversie, aangezien John Walker hierop harmonieën verzorgt. Op de albumversie werden deze ingezongen door een vrouwelijk achtergrondkoor.
"No Regrets" werd in de versie van The Walker Brothers een grote hit. In het Verenigd Koninkrijk behaalden zij de zevende plaats in de hitlijsten, terwijl in Ierland de vijfde plaats werd gehaald. In Nederland kwam de single respectievelijk tot de zevende en de negende plaats in de Top 40 en de Nationale Hitparade, terwijl in Vlaanderen de tiende plaats in de voorloper van de Ultratop 50 werd gehaald. Het bleek de laatste succesvolle single van de groep, aangezien dit album en de daaropvolgende twee albums er niet in slaagden om The Walker Brothers bij een groter publiek bekend te maken. De B-kant "Remember Me" werd geschreven door John Walker onder het pseudoniem A. Dayam.
Andere artiesten die "No Regrets" coverden, zijn onder meer Shirley Bassey, René Froger (op zijn debuutalbum Who Dares Wins), Emmylou Harris, Lee Hazlewood met Ann-Margret, Waylon Jennings en Midge Ure. Ure behaalde in 1982 met zijn versie de negende plaats in de Britse hitlijsten.

## Hitnoteringen
Alle noteringen zijn afkomstig van de versie van The Walker Brothers.

### Nederlandse Top 40
| Hitnotering: 06-03-1976 t/m 01-05-1976 | Hitnotering: 06-03-1976 t/m 01-05-1976 | Hitnotering: 06-03-1976 t/m 01-05-1976 | Hitnotering: 06-03-1976 t/m 01-05-1976 | Hitnotering: 06-03-1976 t/m 01-05-1976 | Hitnotering: 06-03-1976 t/m 01-05-1976 | Hitnotering: 06-03-1976 t/m 01-05-1976 | Hitnotering: 06-03-1976 t/m 01-05-1976 | Hitnotering: 06-03-1976 t/m 01-05-1976 | Hitnotering: 06-03-1976 t/m 01-05-1976 | Hitnotering: 06-03-1976 t/m 01-05-1976 |
| Week                                   | 1                                      | 2                                      | 3                                      | 4                                      | 5                                      | 6                                      | 7                                      | 8                                      | 9                                      |                                        |
| -------------------------------------- | -------------------------------------- | -------------------------------------- | -------------------------------------- | -------------------------------------- | -------------------------------------- | -------------------------------------- | -------------------------------------- | -------------------------------------- | -------------------------------------- | -------------------------------------- |
| Positie                                | 30                                     | 16                                     | 11                                     | 8                                      | 7                                      | 12                                     | 17                                     | 34                                     | 36                                     | uit                                    |

### Nationale Hitparade
| Hitnotering: 06-03-1976 t/m 10-04-1976 | Hitnotering: 06-03-1976 t/m 10-04-1976 | Hitnotering: 06-03-1976 t/m 10-04-1976 | Hitnotering: 06-03-1976 t/m 10-04-1976 | Hitnotering: 06-03-1976 t/m 10-04-1976 | Hitnotering: 06-03-1976 t/m 10-04-1976 | Hitnotering: 06-03-1976 t/m 10-04-1976 | Hitnotering: 06-03-1976 t/m 10-04-1976 |
| Week                                   | 1                                      | 2                                      | 3                                      | 4                                      | 5                                      | 6                                      |                                        |
| -------------------------------------- | -------------------------------------- | -------------------------------------- | -------------------------------------- | -------------------------------------- | -------------------------------------- | -------------------------------------- | -------------------------------------- |
| Positie                                | 25                                     | 16                                     | 10                                     | 9                                      | 16                                     | 19                                     | uit                                    |

### NPO Radio 2 Top 2000
| Nummer met noteringen in de NPO Radio 2 Top 2000 | '99  | '00 | '01 | '02 | '03  | '04  | '05  | '06  | '07  | '08  | '09 | '10  | '11  | '12  | '13  | '14  | '15  | '16  | '17  |
| ------------------------------------------------ | ---- | --- | --- | --- | ---- | ---- | ---- | ---- | ---- | ---- | --- | ---- | ---- | ---- | ---- | ---- | ---- | ---- | ---- |
| No Regrets                                       | 1036 | 706 | 639 | 851 | 1083 | 1031 | 1067 | 1248 | 1292 | 1136 | 989 | 1050 | 1075 | 1627 | 1648 | 1329 | 1614 | 1837 | 1948 |

1. ↑  Een vetgedrukt getal geeft de hoogste notering aan.
2. ↑  Deze tabel is bijgewerkt tot en met de laatste editie (2024).